# مسترجسة أرجنتينية
مسترجسة أرجنتينية[بحاجة لمصدر] (الاسم العلمي: Sordaria argentinensis) هي نوع من الفطريات تتبع جنس المسترجسة من الفصيلة المسترجسية